# Arbeiten zur Kirchengeschichte
Die Arbeiten zur Kirchengeschichte (AKG) sind eine theologische christentumsgeschichtliche Buchreihe mit Forschungen zur Kirchen- und Dogmengeschichte des Christentums „aller Epochen“. Sie erscheint seit 1925 im Verlag De Gruyter. Die bis in die neuere Zeit vorwiegend deutschsprachige Reihe enthält neben Arbeiten zur Kirchengeschichte im engeren Sinne auch solche zu Archäologie, Kunstgeschichte, Literaturwissenschaft sowie Kultur- und Ideengeschichte des Christentums. Ältere Werke erscheinen zum Teil in Reprints.

## Übersicht
(Angaben zu Nr., Verfasser/Herausgeber, Titel, Erscheinungsjahr (des Reprints) nach degruyter.com)
- 136: Heil, Uta v. / Ulrich, Jörg (Hrsg.): Kirche und Kaiser in Antike und Spätantike (2017)
- 135: Rohmann, Dirk: Christianity, Book-Burning and Censorship in Late Antiquity (2016)
- 134: Georg Cassander’s 'De officio pii viri' (1561) (2016). Hrsg. v. Schoor, Rob van de / Posthumus Meyjes, Guillaume H. M.
- 133: Kahlert, Robert Christian: Salvation and Solvency (2016)
- 132: Kinzig, Wolfram: Neue Texte und Studien zu den antiken und frühmittelalterlichen Glaubensbekenntnissen (2017)
- 131: Grimmsmann, Damaris: Krieg mit dem Wort (2016)
- 130: Orthodoxie im Dialog (2015). Hrsg. v. Flogaus, Reinhard / Wasmuth, Jennifer
- 129: Posset, Franz: Johann Reuchlin (1455–1522) (2015)
- 128: Tzamalikos, Panayiotis: Anaxagoras, Origen, and Neoplatonism (2016)
- 127: Kitzler, Petr: From ‘Passio Perpetuae’ to ‘Acta Perpetuae’ (2015)
- 126: Schweighofer, Astrid: Religiöse Sucher in der Moderne (2015)
- 125: Uthemann, Karl-Heinz: Anastasios Sinaites (2015)
- 124: Elliott, Mark W.: Providence Perceived (2015)
- 123: Rosenhagen, Ulrich: Brudermord, Freiheitsdrang, Weltenrichter (2015)
- 122: Religiosus Ludens (2013) Hrsg. v. Sonntag, Jörg
- 121: Religious Conflict from Early Christianity to the Rise of Islam (2013) Hrsg. v. Mayer, Wendy / Neil, Bronwen
- 120: From Just War to Modern Peace Ethics (2012). Hrsg. v. Justenhoven, Heinz-Gerhard / Barbieri, Jr., William A.
- 119: Episcopal Elections in Late Antiquity (2011). Hrsg. v. Leemans, Johan / Van Nuffelen, Peter / Keough, Shawn W. J. / Nicolaye, Carla
- 118: Der problematische Prophet (2011). Hrsg. v. Steiger, Johann Anselm / Kühlmann, Wilhelm
- 117: Lemke-Paetznick, Klaus: Kirche in revolutionärer Zeit (2012)
- 116: Christian Martyrdom in Late Antiquity (300-450 AD) (2012), Hrsg. v. Gemeinhardt, Peter / Leemans, Johan
- 115: Fürst, Alfons: Von Origenes und Hieronymus zu Augustinus (2011)
- 114: Friedrich Loofs in Halle (2010). Hrsg. v. Ulrich, Jörg
- 113: Golgatha in den Konfessionen und Medien der Frühen Neuzeit (2010). Hrsg. v. Steiger, Johann Anselm / Heinen, Ulrich
- 112: Andresen, Carl: Theologie und Kirche im Horizont der Antike (2009). Hrsg. v. Gemeinhardt, Peter
- 111: Tsakiris, Vasileios: Die gedruckten griechischen Beichtbücher zur Zeit der Türkenherrschaft (2009)
- 110: Mühlenberg, Ekkehard: Gott in der Geschichte (2009). Hrsg. v. Mennecke, Ute / Frost, Stefanie
- 109: Hein, Martin: Weichenstellungen der evangelischen Kirche im 19. und 20. Jahrhundert (2009)
- 108: Wischmeyer, Johannes: Theologiae Facultas (2008)
- 107: Die Welt als Bild (2008). Hrsg. v. Markschies, Christoph / Zachhuber, Johannes
- 106: Rammelt, Claudia: Ibas von Edessa (2008)
- 105: Chrysostomosbilder in 1600 Jahren (2008). Hrsg. v. Wallraff, Martin / Brändle, Rudolf
- 104: Archäologie der Reformation (2012). Hrsg. v. Jäggi, Carola / Staecker, Jörn
- 103: Mühlegger, Florian: Hugo Grotius (2012)
- 102: Keßler, Martin: Johann Gottfried Herder – der Theologe unter den Klassikern (2012)
- 101: Isaaks Opferung (Gen 22) in den Konfessionen und Medien der Frühen Neuzeit (2008). Hrsg. v. Steiger, Johann Anselm / Heinen, Ulrich
- 100: Brennecke, Hanns Christof: Ecclesia est in re publica (2008). Hrsg. v. Heil, Uta / Stockhausen, Annette / Ulrich, Jörg
- 99: Albrecht Ritschl: Vorlesung „Theologische Ethik“ (2008). Hrsg. v. Schäfer, Rolf
- 98: Myers, Benjamin: Milton’s Theology of Freedom (2012)
- 97: Conrad, Ruth: Lexikonpolitik (2012)
- 96: Ertl, Thomas: Religion und Disziplin (2008)
- 95: 500 Jahre Theologie in Hamburg (2008). Hrsg. v. Steiger, Johann Anselm
- 94: Simut, Corneliu C.: The Doctrine of Salvation in the Sermons of Richard Hooker (2012)
- 93: Uthemann, Karl-Heinz: Christus, Kosmos, Diatribe (2012)
- 92: Johann Gottfried Herder (2012) Hrsg. v. Keßler, Martin / Leppin, Volker
- 91: Harnack, Adolf von: Aus der Werkstatt Harnacks (2015) Hrsg. v. Wischmeyer, Wolfgang
- 90: Richter, Gerhard: Oikonomia (2012)
- 89: Buntfuß, Markus: Die Erscheinungsform des Christentums (2014)
- 88: Tilton, Hereward: The Quest for the Phoenix: Spiritual Alchemy and Rosicrucianism in the Work of Count Michael Maier (1569 [sic!] – 1622) (2012)
- 87: Church as Politeia (2015). Hrsg. v. Stumpf, Christoph / Zaborowski, Holger
- 86: Pockrandt, Mark: Biblische Aufklärung (2014)
- 85/1+2: Wolfes, Matthias: Öffentlichkeit und Bürgergesellschaft (2015)
- 84: Stricker, Nicola: Die maskierte Theologie von Pierre Bayle (2014)
- 83: Weinhardt, Joachim: Savonarola als Apologet (2011)
- 82: Gemeinhardt, Peter: Die Filioque-Kontroverse zwischen Ost- und Westkirche im Frühmittelalter (2002)
- 81: Bergjan, Silke-Petra: Der fürsorgende Gott (2011)
- 80/1–3: Geyer, Hermann: Verborgene Weisheit (2015)
- 79: Drecoll, Volker Henning: Der Passauer Vertrag (1552) (2011)
- 78: Slenczka, Wenrich: Heilsgeschichte und Liturgie (2012)
- 77: Vogel, Lothar: Vom Werden eines Heiligen (2015)
- 76: Thümmel, Hans Georg: Die Memorien für Petrus und Paulus in Rom (2010)
- 75: Kühne, Hartmut: Ostensio reliquiarum (2012)
- 74: Kinzig, Wolfram / Markschies, Christoph / Vinzent, Markus: Tauffragen und Bekenntnis (2011)
- 73: Schneider, Ulrich: Theologie als christliche Philosophie (2011)
- 72: Mehlhausen, Joachim: Vestigia Verbi (2011)
- 71: Loofs, Friedrich: Patristica (2011). Hrsg. v. Brennecke, Hanns Christof / Ulrich, Jörg
- 70: Löffler, Ulrich: Lissabons Fall – Europas Schrecken (1999)
- 69: Lauster, Jörg: Die Erlösungslehre Marsilio Ficinos (2015)
- 68: Leonhardt, Rochus: Glück als Vollendung des Menschseins (2014)
- 67: Ohme, Heinz: Kanon ekklesiastikos (2014)
- 66: Mühling, Andreas: Karl Ludwig Schmidt (2012)
- 65: Strohm, Christoph: Ethik im frühen Calvinismus (2015)
- 64: Schäferdiek, Knut: Schwellenzeit (2011). Hrsg. v. Löhr, Winrich A. / Brennecke, Hanns Christof
- 63: Andresen, Bernd: Ernst von Dryander (2011)
- 62: Gummelt, Volker: Lex et Evangelium (1994)
- 61: Andrae, Christian: Ferdinand Christian Baur als Prediger (1993)
- 60: Bergjan, Silke-Petra: Theodoret von Cyrus und der Neunizänismus (2011)
- 59: Seibt, Klaus: Die Theologie des Markell von Ankyra (2014)
- 58: Leeb, Rudolf: Konstantin und Christus (1992)
- 57: Oelke, Harry: Die Konfessionsbildung des 16. Jahrhunderts im Spiegel illustrierter Flugblätter (2010)
- 56: Ohme, Heinz: Das Concilium Quinisextum und seine Bischofsliste (2012)
- 55: Kouri, Erkki Ilmari: Der deutsche Protestantismus und die soziale Frage 1870–1919 (1984)
- 53: Wyrwa, Dietmar: Die christliche Platonaneignung in den Stromateis des Clemens von Alexandrien (2011)
- 52: Wünsch, Dietrich: Evangelienharmonien im Reformationszeitalter (1983)
- 51: Schneider, Martin: Europäisches Waldensertum im 13. und 14. Jahrhundert (2011)
- 50: Text – Wort – Glaube (1980) Hrsg. v. Brecht, Martin
- 49: Simon, Gerhard: Humanismus und Konfession (1980)
- 48: May, Gerhard: Schöpfung aus dem Nichts (2011)
- 47: Schneider, Hans: Der Konziliarismus als Problem der neueren katholischen Theologie (2011)
- 46: Schlieben, Reinhard: Christliche Theologie und Philologie in der Spätantike (1974)
- 45: Holfelder, Hans H.: Tentatio et consolatio (1974)
- 44: Stupperich, Martin: Osiander in Preußen (2011)
- 43: Weigelt, Horst: Spiritualistische Tradition im Protestantismus (2012)
- 42: Wengst, Klaus: Tradition und Theologie des Barnabasbriefes (1971)
- 41: Schwarz, Reinhard: Vorgeschichte der reformatorischen Bußtheologie (2016)
- 40: Bodenstein, Walter: Die Theologie Karl Holls im Spiegel des antiken und reformatorischen Christentums (1968)
- 39: Schäferdiek, Knut: Die Kirche in den Reichen der Westgoten und Suewen bis zur Errichtung der westgotischen katholischen Staatskirche (2011)
- 38: Geist und Geschichte der Reformation (2015). Hrsg. v. Aland, Kurt / Eltester, Walther / Liebing, Heinz / Scholder, Klaus
- 37: Selge, Kurt-Victor: Die ersten Waldenser (1968)
- 36: Benrath, Gustav Adolf: Wyclifs Bibelkommentar (2011)
- 35: Bornkamm, Karin: Luthers Auslegungen des Galaterbriefes von 1519 und 1531 (2011)
- 34: Schwarz, Reinhard: Fides, spes und caritas beim jungen Luther unter besonderer Berücksichtigung der mittelalterlichen Tradition (1962)
- 33: Peitz, Wilhelm M.: Dionysius Exiguus-Studien (2014). Hrsg. v. Foerster, Hans
- 32: Thadden, Rudolf: Die brandenburgisch-preussischen Hofprediger im 17. und 18. Jahrhundert (1959)
- 31: Kawerau, Peter: Amerika und die Orientalischen Kirchen (1958)
- 30: Andresen, Carl: Logos und Nomos (2011)
- 29: Hinrichs, Carl: Luther und Müntzer (1971)
- 28: Aland, Kurt: Spener-Studien (2011)
- 27: Luther, Martin: Unbekannte Fragmente aus Luthers zweiter Psalmenvorlesung 1518 (1940). Hrsg. v. Vogelsang, Erich
- 26: Thiel, Rudolf: Drei Markus-Evangelien (2012)
- 25: Koch, Hugo: Virgo Eva – Virgo Maria (1937)
- 23: Opitz, Hans Georg: Untersuchungen zur Überlieferung der Schriften des Athanasius (1935)
- 21: Vogelsang, Erich: Der angefochtene Christus bei Luther (2012)
- 20: Altendorf, Erich: Einheit und Heiligkeit der Kirche (1900)
- 19: Harnack, Adolf: Studien zur Geschichte des Neuen Testaments und der alten Kirche. Teil 1 Zur neutestamentlichen Textkritik (2012). Hrsg. v. Lietzmann, Hans
- 17: Luther, Martin: Luthers Hebräerbrief-Vorlesung von 1517/18 (2014)
- 16: Dionysius: Die Canonessammlung des Dionysius Exiguus in der ersten Redaktion (1931). Hrsg. v. Strewe, Adolf
- 15: Vogelsang, Erich: Die Anfänge von Luthers Christologie nach der ersten Psalmenvorlesung (1929)
- 14: Dress, Walter: Die Mystik des Marsilio Ficino (1929)
- 13: Luther, Martin: Luthers Vorlesung über den Hebräerbrief, nach der vatikanischen Handschrift (1929). Hrsg. v. Hirsch, Emanuel / Rückert, Hanns
- 12: Campenhausen, Hans: Ambrosius von Mailand als Kirchenpolitiker (2011)
- 11: Laqueur, Richard: Eusebius als Historiker seiner Zeit (2012)
- 10: Pauck, Wilhelm: Das Reich Gottes auf Erden (1928)
- 9:  Kittel, Helmuth: Oliver Cromwell (1928)
- 8: Lietzmann, Hans: Messe und Herrenmahl (1926)
- 8: Lietzmann, Hans: Messe und Herrenmahl (2011)
- 7: Karl Holl (2012). Hrsg. Adolf v. Harnack / Lietzmann, Hans
- 6: Rückert, Hanns: Die theologische Entwicklung Gasparo Contarinis (1926)
- 5: Beyer, Hermann Wolfgang: Die Religion Michelangelos (1926)
- 4: Koch, Hugo: Cyprianische Untersuchungen (1926, Reprint 2012)
- 3: Rückert, Hanns: Die Rechtfertigungslehre auf dem Tridentinischen Konzil (1925)
- 2: Bornkamm, Heinrich: Luther und Böhme (1925, Reprint 2015)
- 1: Lietzmann, Hans: Petrus und Paulus in Rom (2., neubearb. Aufl. 1927, Reprint 2012)